# Meixner
Meixner ist ein deutschsprachiger Familienname.

## Bedeutung und Herkunft
Es handelt sich um eine hyperkorrekte bairische Form von Meißner bzw. Meissner.

## Namensträger
- Alexandra Meixner (* 1971), österreichische Ultratriathletin
- Anna Meixner (* 1994), österreichische Eishockeyspielerin
- Auguste Meixner (* 1860), deutsche Kinder- und Jugendbuchautorin
- Carl von Meixner (1814–1880), deutscher Verwaltungsjurist
- Christiane Meixner (* 1966), deutsche Journalistin
- Claudia Meixner (* 1964), deutsche Architektin, siehe Meixner Schlüter Wendt Architekten
- Cornelia Meixner (* 1976), österreichische Musicaldarstellerin, Schauspielerin und Kabarettistin
- Egon Meixner (* 1965), österreichischer Fußballspieler
- Emmy Meixner-Wülker (1927–2008), deutsche Seelsorgerin
- Erich Meixner (1944–2013), österreichischer Musiker
- Franz Meixner (1869–1926), österreichischer Politiker (CSP), Abgeordneter zum Nationalrat
- Franz Xaver von Meixner (frühes 19. Jh.), deutscher Maler
- Friederike Meixner (1929–2011), deutsche Sprachheilpädagogin, Autorin und Verlegerin
- Georg Meixner (1887–1960), deutscher Priester, Redakteur und Politiker
- Hanns-Eberhard Meixner (* 1944), deutscher Psychologe, Erziehungswissenschaftler und Hochschullehrer
- Hans Karl Meixner (1880–1951), österreichischer Schriftsteller
- Heinz Meixner (Mineraloge) (1908–1981), österreichischer Mineraloge
- Heinz Meixner (Markscheider) (1935–2016), deutscher Markscheider und Hochschullehrer
- Hildegard Meixner (1649–1722), bayerische Zisterzienserin und Äbtissin
- Hugo Meixner (1863–1935), deutscher Mediziner und Leiter des Medizinalwesens in Deutsch-Ostafrika
- Hugo Meixner von Zweienstamm (1858–1951), österreichischer General
- Joe Meixner (Josip Meixner; * 1957), österreichischer Pianist
- Johann Meixner (Bildhauer) (1819–1872), österreichischer Bildhauer
- Johann Meixner (Reiter) (1865–1917), österreichischer Reitmeister
- Josef Meixner (Zoologe) (1889–1946)
- Josef Meixner (Physiker) (1908–1994), deutscher Physiker und Hochschullehrer
- Josef Meixner (Sportschütze) (* 1939), österreichischer Sportschütze
- Karl Meixner (Schauspieler, 1853) (1853–1897), deutscher Schauspieler
- Karl Meixner (Mediziner) (1879–1955), österreichischer Mediziner
- Karl Meixner (Schauspieler, 1903) (1903–1976), österreichischer Schauspieler
- Karl Wilhelm Meixner (auch Carl Meixner; 1815–1888), deutscher Schauspieler
- Ludwig von Meixner (1842–1902), bayerischer Verwaltungsbeamter
- Martin Meixner (* 1981), deutscher Jazzmusiker
- Matthias Meixner (1894–1977), österreichischer Politiker
- Max Meixner, tschechoslowakisch-deutscher Skispringer
- Michael Meixner (* 1974), deutsch-kasachischer Eishockeyspieler
- Otto Meixner von Zweienstamm (1858–1946), österreichischer General
- Paul Hermann Meixner (1891–1950), österreichischer Marineoffizier und Jurist, zuletzt Konteradmiral der Kriegsmarine
- Renate Meixner-Römer (* 1960), deutsche Politikerin (SPD)
- Robert Meixner (1909–1999), deutscher Politiker
- Silvana Meixner (* 1958), österreichische Fernsehmoderatorin
- Silvia Meixner (* 1966), Schriftstellerin und Journalistin
- Stefan Meixner (Fußballspieler) (* 1962), deutscher Fußballspieler
- Stefan Meixner (Radiomoderator) (* 1970), deutscher Hörfunkmoderator
- Thomas Meixner (Fußballspieler) (* 1985), österreichischer Fußballspieler
- Thomas Meixner (Perkussionist), deutscher Perkussionist und Instrumentenbauer
- Uwe Meixner (* 1956), deutscher Philosoph
- Werner Falb-Meixner (* 1960), österreichischer Politiker (ÖVP)
- Wolfgang Meixner (* 1961), österreichischer Historiker